# Big Wars
Big Wars (ビッグ・ウォーズ 神撃つ朱き荒野に, Biggu Wōzu: Kami utsu akaki kōya ni) est un film d'animation OAV de Takizawa Tosifumi et Kume Issei/Kazunari, sorti en 1993 au Japon. Il s'agit d'une adaptation d'un roman de Yoshio Aramaki ayant pour thème la science-fiction militaire, basée en partie sur l'expérience japonaise de la Seconde Guerre mondiale.

## Synopsis
En 2416, la guerre entre les humains et les extraterrestres continue de faire rage sur Mars. L'humanité avait commencé à terratransformer Mars en 2023, et s'y est installée depuis 2085. Mais en 2376, la planète rouge est attaquée par une race extraterrestre à forte technologie qui se fait appeler Dieux. Ils proclament avoir créé l'humanité et lui avoir assigné la Terre comme seule résidence. La colonisation de Mars n'est pas autorisée et la population humaine sur Mars doit être détruite, à l'image de Sodome. Après 40 ans de guerre, le vaisseau croiseur amphibie Aoba développé en secret est désormais le dernier espoir pour la société humaine martienne. Le capitaine Kanki Akuh a pour mission d'approcher le vaisseau mère alien Hell et de le détruire.

## Fiche technique
- Titre : Big Wars
- Réalisation : Takizawa Toshifumi, Kume Issei
- Scénario : Koide Kazumi, Aramaki Yoshio (auteur original)
- Character design : Satomi Mikiyura
- Mecha design: Hiroshi Yokoyama
- Musique : Michiaki Katō
- Pays d'origine :  Japon
- Année de production : 1993
- Genre : Science-fiction militaire, guerre
- Durée : 75 minutes
- Dates de sortie : 1998 (, )

## Commentaires
- Le vaisseau principal, Aoba, est nommé d'après le navire du même nom de la Seconde Guerre mondiale.